# Rybí zápasy
Rybí zápasy či souboje jsou tradiční hazardní zábava, se kterou je možno se setkat v jihovýchodní Asii, zejména v Thajsku. Tam jsou pro tento účel šlechtěny bojovnice pestré, asi šest centimetrů velké pestře zbarvené rybky, jejichž samci se vyznačují vysokou teritorialitou a vzájemnou agresivitou. Na rybí souboje jsou často vsazeny vysoké finanční sázky. Svědectví o thajských rybích zápasech podal již český cestovatel Enrique Stanko Vráz, který také bojovnice dovezl roku 1897 do Čech:
| „                                          | Při zápasech bohatí Siamci sázejí na ně až tisíce tikalů… Jako jinde užívají zápasů bojovných kohoutů nebo býků k sázkám, tak sázejí Siamci vášnivě na tyto rybičky, 4–6 cm dlouhé, jež v rozčílení poskytují zvláštní podívanou tím, že se jejich žaberní kůže rozprostře kolem hrdla jako červený límec. Dokud se nevidí, jsou rybky zbarveny neúhledně, hnědoolivově a zalézají vždy v akváriích do skrýší. Jakmile se však spatří, nebo přidržíme-li jim jen zrcadlo, vztyčí ploutve, zaskví se v nádherných, kovově lesklých barvách a několikrát po sobě na sebe dorážejí. Jakmile je oddělíme, utiší se opět a nabudou obyčejného vzezření… Dovolení pořádati rybí souboje jest pronajato a nájem vynáší siamským králům ročně dosti značný důchod. | “ |
| — Enrique Stanko Vráz, V zemi bílého slona | |   |